# محمد النمش
محمد النمش ، لاعب كرة قدم كويتي سابق.
بدأ مسيرته مع الفريق الأول مع نادي القادسية الكويتي في موسم 2007/2008.